# Consulat (Stilrichtung)

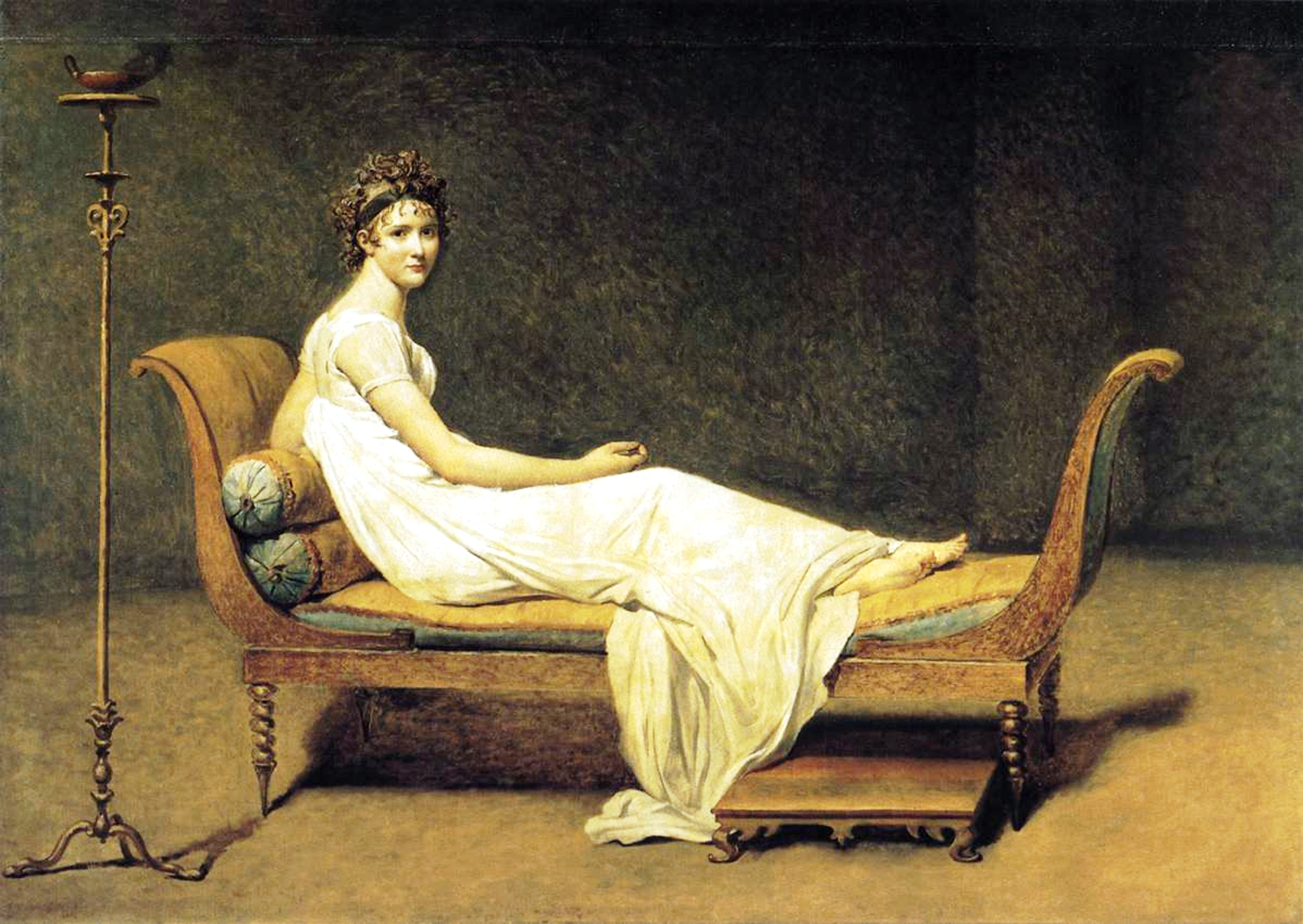
Jacques-Louis David: Madame Récamier auf einer Recamiere, 1800

Das Consulat  ist ein Übergangsstil, der parallel zum style Directoire auftrat.  Er repräsentiert eine Stilrichtung in der französischen und französisch beeinflussten europäischen Kunst und Architektur des 18. Jahrhunderts zwischen den Stilen des Directoires und dem Empire, in der Zeit zwischen 1799 und 1804, als Napoleon I. Konsul war. Er wird als Stilrichtung dem Klassizismus zugeordnet.
Die napoleonische Ägyptenexpedition, Campagne d’Égypte,  schuf ein zunehmendes öffentliches Interesse an den sukzessive nach Frankreich gelangenden antiken Artefakten insbesondere ägyptischer Provenienz. 
Dieses Interesse wurde durch den Grabungsbeginn am 6. April 1748 unter dem spanischen Ingenieuroffizier Oberst Rocque Joaquín de Alcubierre vorbereitet. Er hatte mit der Genehmigung des neapolitanischen Königshauses offiziell mit den Ausgrabungen in Pompeji begonnen. Die Objekte, nach denen man suchte, waren in erster Linie Statuen, Schmuck und Edelmetalle sowie in besonderem Maße Wandmalereien, die herausgelöst und nach Portici in ein eigens errichtetes Museum gebracht wurden.
Die beiden französischen Architekten und Raumausstatter Charles Percier und Pierre-François-Léonard Fontaine waren im Jahr 1786  von der Académie royale d’architecture mit dem Prix de Rome ausgezeichnet worden, der mit einem längeren Studienaufenthalt in Rom verbunden war. Dort führte Percier von 1786 bis 1791 an der Académie de France à Rome die begonnene methodische Erarbeitung des Motivschatzes der spätrömischen Architektur und der Renaissance fort. Später war er für Joséphine de Beauharnais und Napoléon Bonaparte tätig und entwarf für sie und ihren Umkreis entsprechende Dekorationen, vor allem orientiert an altrömischen Vorbildern.